# Bohumil Bouček
Bohumil Bouček (5. ledna 1850, Poděbrady – 22. května 1926, Poděbrady) byl český lékař a zakladatel poděbradských lázní.

## Život

### Osobní a lékařský život
Bohumil Bouček se narodil 5. ledna 1850 jako páté z deseti dětí do rodiny poděbradského lékaře a zakladatele první místní nemocnice Františka Boučka. V Praze vystudoval Akademické gymnázium a zahájil studia medicíny. Od čtvrtého ročníku ve studiích pokračoval ve Vídni, kde roku 1873 získal doktorát. Ve Vídní zůstal jako lékař na chirurgickém oddělení všeobecné nemocnice. Když si roku 1874 při pitvě zranil levou ruku a kvůli infekci mu hrozila amputace, otec František jej odvezl domů a osobně jej vyléčil. V roce 1875 Bouček odcestoval do Černé Hory, kde se jako lékař účastnil války s Turky. V červenci 1875 se vrátil do Poděbrad, aby vypomohl svému otci. Když František Bouček roku 1877 ukončil svou lékařskou praxi, syn Bohumil nastoupil na jeho místo (mimo jiné převzal otcem založenou malou nemocnici) a praxi ve městě provozoval až do své smrti roku 1926. Roku 1880 město zavedlo veřejnou zdravotní službu a doktoru Boučkovi bylo přiděleno město Poděbrady a 22 okolních obcí. Téhož roku se navíc stal panským lékařem pro zaměstnance velkostatku. Od roku 1888 se změnilo rozložení obvodů, takže Dr. Bouček měl kromě Poděbrad na starosti obce Velké Zboží, Křečkov, Kouty, Úmyslovice, Senice, Pátek, Polabec, Chvalovice a Přední Lhota.
Roku 1883 se oženil s ovdovělou Boženou Birnbaumovou (roz. Schnirchovou), mající z prvního manželství dvě děti (Vojtěch Birnbaum se stal známým historikem umění). Jeho syn Bohuslav Bouček se stal také lékařem.

### Spolkový život
Doktor Bouček byl velmi činný ve veřejném a spolkovém životě. Ve svých jedenácti letech byl divákem prvního ochotnického divadelního představení v zámecké kapli a od té doby se divadlu aktivně věnoval. V mládí často vystupoval jako herec a později hry sám režíroval. Stal se jednatelem Ochotnického divadelního spolku Jiří a po nějaký čas i jeho předsedou. Měl nemalou zásluhu na tom, že bývalý důstojnický dům byl předán ochotníkům a stal se Jiříkovým divadlem.
V letech 1884–1906 byl členem obecního zastupitelstva a členem místní školní rady. V komunální politice prosazoval moderní zdravotnické a hygienické trendy, zdravou životosprávu a školní tělovýchovu. Podporoval zřízení elektrárny, přispěl k zasypání příkopů ve městě, ke zřízení požárního telefonu, kanalizace a vytvoření regulačního plánu města. Byl vlastníkem první telefonní linky v Poděbradech, která spojovala jeho byt s bytem poděbradského lékárníka Jana Hellicha.
Spoluzaložil spolkovou knihovnu, na jejímž základě roku 1872 vznikla Občanská knihovna. Byl členem a po několik let předsedou Občanské besedy, vedoucím pěveckého spolku Hlahol, předsedou spolku Studujících Poděbradska, tři roky byl členem výboru Občanské záložny, Řemeslnické besedy, iniciátorem a místopředsedou prvního Okrašlovacího spolku. Podílel se na založení poděbradského Sokola. Stejně jako jeho otec se zajímal o zemědělství. Jako jednatel a předseda Hospodářského spolku v Poděbradech pořádal odborné přednášky, výstavy ovoce, organizoval různé specializované kurzy, či znovuzaváděl pěstování lnu. Jako první na Poděbradsku zkoušel pěstovat čekanku a chovat bource morušového. Tři roky na vlastní náklady vydával Hospodářský list.
Doktor Bouček byl členem výstavního výboru Jubilejní zemské výstavy v Praze v roce 1891. Na výstavě získal první cenu za své ovoce. Podílel se na vybudování jezdeckého pomníku Jiřího z Poděbrad (byl švagrem autora sochy Bohuslava Schnircha) a pomohl prosadit, aby byl právě dokončený pomník na jubilejní výstavě umístěn v průčelí hlavního výstavního paláce. Podílel se také na druhém zásadním výstavním počinu té doby, neboť byl předsedou poděbradského národopisného odboru Národopisné výstavy československé, který pro výstavu uskutečněnou roku 1895 shromažďoval exponáty.

### Založení lázní
Nebývalou měrou se Bouček zasloužil o vznik poděbradského lázeňství. Nejprve stál u vzniku malých Železitých lázní, které fungovaly poblíž Havířského kostela v letech 1881–1937. Na své náklady dokonce kolem kostela nechal vysázet park.
Na přelomu 19. a 20. století město trápil nedostatek vody. Bohumil Bouček tehdy byl osobním lékařem majitele poděbradského panství knížete Arnošta Filipa Hohenlohe. Kníže požádal pruského šlechtice Karla von Bülow, aby se pokusil najít zdroj vody pomocí proutku. Vrtání začalo na druhém nádvoří zámku, ale ani ve třicetimetrové hloubce se pramen neobjevil. Bohumil Bouček a Jan Hellich knížete přesvědčili, aby vrtání pokračovalo pro získání geologických poznatků, načež byl 31. července 1905 v hloubce 96 metrů objeven pramen minerální vody Poděbradka.
Doktor Bouček byl nejen přítomen objevení minerálky, ale jako první dal určit její chemické složení. V září 1905 pro něj pražský profesor Kabrhel dokončil analýzu, dle které šlo o alkalicko-zemitou kyselku obsahující mimořádné množství kyseliny uhličité. Doktor Bouček začal minerálku využívat v léčebné praxi ve své malé nemocnici, přičemž jako první odhadl, že bude vhodná zejména pro léčbu některých oběhových a srdečních chorob. Svá zjištění poprvé publikoval v únoru 1908 v Časopise českých lékařů.
Roku 1907 Dr. Bouček přesvědčil knížete, aby na svých pozemcích vedle pramene Charyclea souhlasil se stavbou malých lázní. Myšlenku lázní usilovně propagoval na přednáškách, kterým se dostalo značené pozornosti veřejnosti a osobně o získání povolení se založením lázní jednal se zemským zdravotním radou doktorem Pelcem. První budova Knížecích lázní byla otevřena roku 1908 a doktor Bouček se stal prvním lázeňským lékařem. Za první světové války Dr. Bouček řídil jeden z poděbradských lazaretů.

## Dílo
- Letopisy ochotnického spolku (1879)
- Cholera na Poděbradsku. Epidemiologická studie (vlastním nákladem, 1893)
- Rozpravy zdravotnické (Tisk V. Hoblík, 1900)
- Krátká úvaha o stavbě moderní venkovské nemocnice. (Věstník, příloha časopisu lékařů českých (1912), S. 1–11)
- Lázně Poděbrady (1913)
- Zápisky praktického lékaře MUDr. Bohumila Boučka v lázních Poděbradech 1873–1923 (1923)